# Marienplatz
La Marienplatz (en català, «plaça de Maria») és la plaça central de Múnic, Baviera, des de la fundació de la ciutat el 1158. La Marienplatz és avui dia el centre neuràlgic de la vida de la ciutat, al voltant de la qual s'estenen els principals carrers comercials amb tot tipus de comerços i restaurants.

## Arquitectura
Durant l'edat mitjana va acollir mercats i tornejos. El nom de Marienplatz prové de la Mariensäule (literalment pilar o columna de Maria), que ocupa el centre de la plaça i va ser erigit el 1638 per celebrar la fi de l'ocupació sueca. Actualment, la Marienplatz està flanquejada pel Nou Ajuntament (Neues Rathaus en alemany) al nord i el Vell Ajuntament (Altes Rathaus) a l'est.
Un altre element significatiu de la plaça és la popularment coneguda com a Font del Peix, una modesta font situada en el costat est, que antigament servia als peixaters del mercat per mantenir fresc el peix i que avui dia és punt de referència per a les cites.

## Transport
La Marienplatz, com a centre de la ciutat, està ben comunicada amb la resta de la ciutat i voltants. L'estació disposa de diverses sortides a la plaça.
METRO (O-Bahn): La travessen les línies 3 i 6.
TREN DE RODALIES (S-Bahn): La travessen les línies 1, 2, 3, 4, 6, 7 i 8.

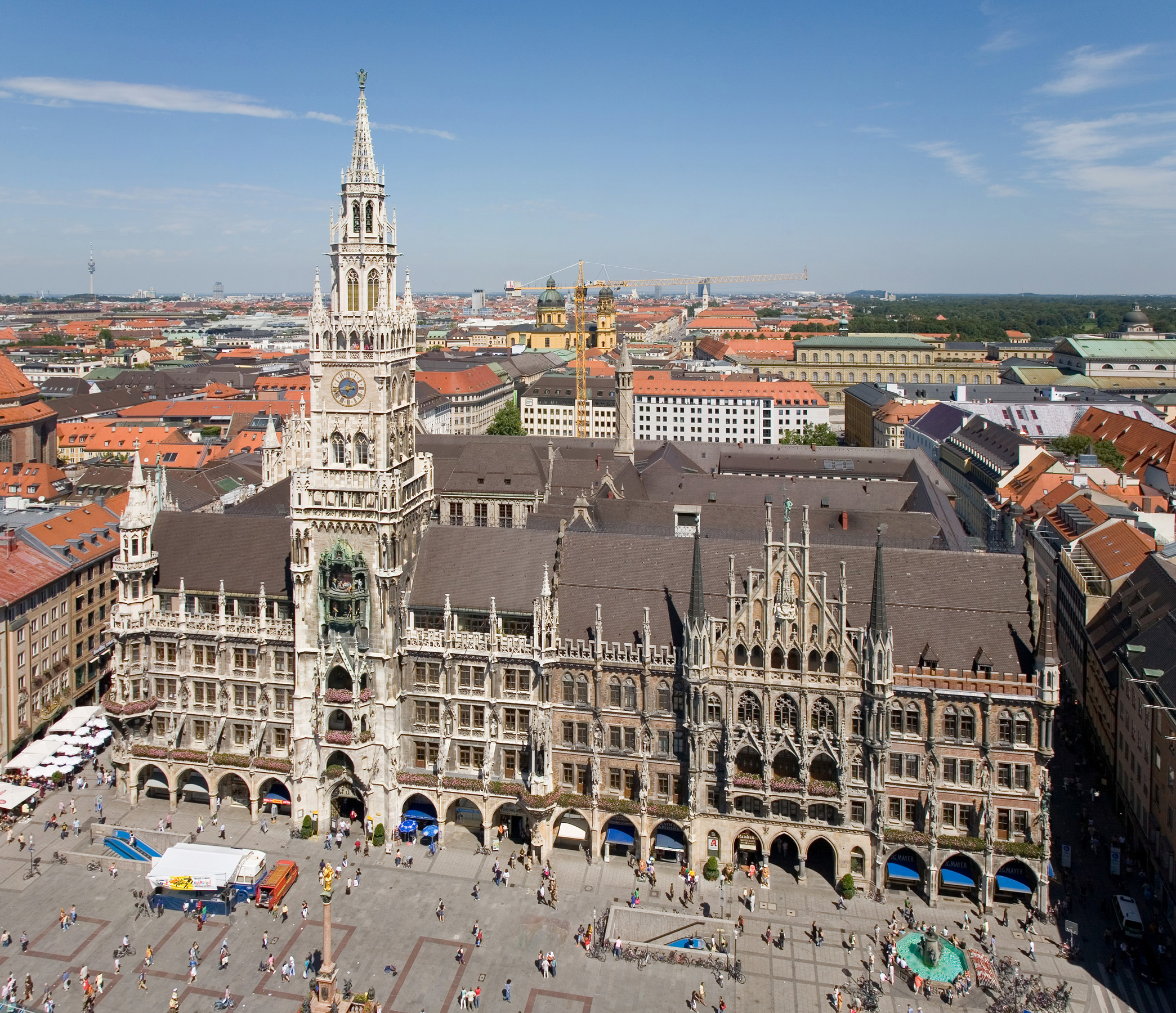
Vista de la Marienplatz amb l'Ajuntament Nou de fons.

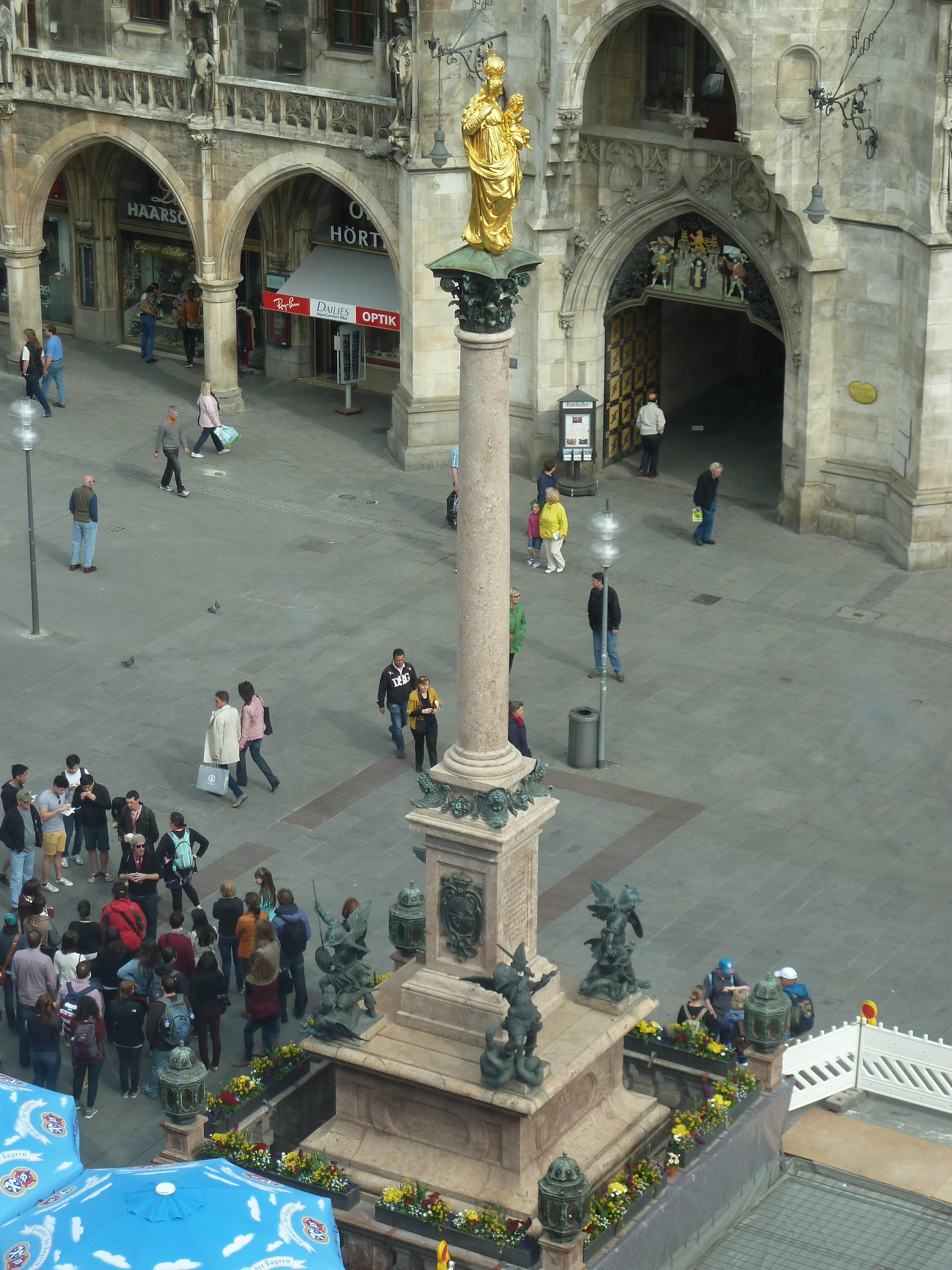
Columna de Maria, de la qual pren el nom la plaça.